# CAC CA-23
Die CAC CA-23 war ein geplantes zweisitziges Überschall-Allwetter-Kampfflugzeug mit zwei Strahltriebwerken, das von der Commonwealth Aircraft Corporation entwickelt wurde.

## Geschichte
Im Jahr 1949 begann die Royal Australian Air Force (RAAF) mit der Prüfung von Ersatzflugzeugen für ihre vor Ort gebauten Mustangs, Gloster Meteors und Hawker de Havilland (DHA) Vampires der Commonwealth Aircraft Corporation (CAC). Es wurde eine Reihe von Entwürfen in Betracht gezogen, darunter der Grumman F9F Panther und ein unkonventioneller Zweistrahl-Allwetterjäger: der CAC CA-23.
Die Commonwealth Aircraft Corporation (CAC) hatte während des Zweiten Weltkriegs ein umfangreiches internes Konstruktionsbüro und Kapazitäten aufgebaut, die aus Mitteln der australischen Regierung stammten. Auf der Grundlage der CAC-Erfolgsbilanz und eines detaillierten Vorschlags bewilligte das Verteidigungsministerium Mittel für die Entwicklung des CAC CA-23-Konzepts.
Das CAC CA-23-Deltaflügel-Designkonzept war ein zweisitziger Allwetterjäger mit tief angesetztem Heck. Ursprünglich war geplant, dass es von zwei Rolls-Royce Tay-Triebwerken angetrieben wird. Die endgültige Version war jedoch für die leistungsstärkeren  Rolls-Royce Avon Turbostrahltriebwerke konzipiert. Das Flugzeug sollte mit modernster Radar- und Elektronikausrüstung ausgestattet werden. Die erwartete Leistung sollte im Bereich von Mach 1,5 liegen, was viel schneller gewesen wäre als bei jedem zeitgenössischen Flugzeug.
Im Laufe des Projekts wurden Dutzende Modellmodelle in verschiedenen Maßstäben mit Hunderten von Detailzeichnungen sowie Windkanaltests erstellt, die bewiesen, dass der Delta-Flügel mehr als zufriedenstellend war. Das Programm wurde vom damaligen britischen CAC-Besucher als „das Projekt des Unternehmens war ein äußerst ehrgeiziger Entwurf für einen Jäger und so fortschrittlich wie alles, was es bisher in keinem anderen Teil der Welt gab“ beschrieben.
Das vierjährige Projekt wurde 1953 abgebrochen, nachdem 163.195 Pfund für umfangreiche Forschungs- und Entwicklungstests in der Luftfahrt in Windkanälen in Australien und im Royal Aircraft Establishment aufgewendet worden waren. Die Testergebnisse waren für ein Deltaflügeldesign so vielversprechend und bahnbrechend, dass das Royal Aircraft Establishment um Erlaubnis bat, die Ergebnisse an die großen britischen Flugzeughersteller und Avro Canada weiterzugeben.
Die Entscheidung, das CAC CA-23-Projekt abzubrechen, war damals unter der politischen Elite Australiens und unter Insidern der Flugzeugindustrie umstritten. Der offizielle Grund für den Abbruch des Projekts war, dass es wichtige Designkriterien als Allwetter-Düsenjäger nicht erfüllt habe, da es nicht gelungen sei, ein funktionierendes Radardesign in den Nasenkegel zu integrieren. Der Wechsel der australischen Bundesregierung hatte jedoch zu einer erheblichen Änderung der Politik und der Prioritäten in Bezug auf die Konstruktion und Produktion einheimischer Flugzeuge geführt. Diese neue Politik entstand aus der britischen Mission in Australien im November 1951 zur Entwicklung des Flugzeugdesigns (Aircraft Development Mission) und zur Zusammenarbeit. Darüber hinaus kam es mit der Ernennung eines britischen Offiziers, Sir James Donald Hardman, zum Chef des Luftstabs der Royal Australian Air Force am 14. Januar 1952 und der Aufsicht über die Flugzeugbeschaffung zu einem grundlegenden politischen Wandel. Hardman war der Ansicht, dass die Kosten für die Flugzeugkonstruktion unerschwinglich seien und dass fortgeschrittene Forschungs- und Entwicklungsarbeiten für die Luftfahrt zentralisiert und die Ressourcen mit Großbritannien in Großbritannien gebündelt werden sollten. Von diesem Zeitpunkt an bestand die Politik darin, bewährte Flugzeuge an die australischen Bedingungen anzupassen und nicht bei Null anzufangen. Zusammen mit dieser Entscheidung wurde eine Reihe negativer Berichte des britischen Versorgungsministeriums über CA-23 zitiert, die falsche Annahmen und Datenvergleiche enthielten, was zu einem knappen Gegenschreiben von Sir Lawrence J. Wackett an die britische Regierung führte. Mit der Zeit wurde die Vorliebe für in Großbritannien entworfene Flugzeuge jedoch durch den folgenden australischen Luftwaffenstabschef John McCauley aufgehoben, der erneut auf in Amerika entworfene und in Australien gebaute Flugzeuge umstieg.
Die Konstruktionsarbeiten für die CA-23 wurden Anfang der 1950er Jahre von der Commonwealth Aircraft Corporation aufgegeben, nachdem die Regierung CAC gebeten hatte, eine leistungsgesteigerte Variante der nordamerikanischen North American F-86 Sabre zu produzieren: Die CAC Sabre wurde ebenfalls vom Rolls-Royce angetrieben. In der Korrespondenz erklärte CAC: „Ohne ein Team von Ingenieuren, das für die Arbeit an einem Langstrecken-Kampfflugzeug erweitert wurde, ist es nicht möglich, wesentliche Änderungen am Sabre für den Einbau im Avon-Triebwerksbereich vorzunehmen.“  Der CAC Sabre nutzte ein britisches Strahltriebwerk, das umfangreiche Neukonstruktionsarbeiten erforderte, die über das ursprünglich Erwartete hinausgingen.

## Ähnlichkeiten mit anderen Flugzeugen
Die Entscheidung des australischen Verteidigungsministeriums, die Genehmigung für die Verteilung der detaillierten Konstruktionszeichnungen und Windkanaltests der CA-23 durch das britische Swept Wing Advisory Committee an 15 britische Flugzeughersteller und Avro Canada zu erteilen, hat immer Fragen und Theorien aufgeworfen um die Ähnlichkeiten mit der English Electric Lightning und insbesondere der Suchoi Su-7. Die vom Royal Aircraft Establishment an der CA-23 durchgeführten Windkanaltests und die Geschichte der sowjetischen Agenten (Wilfred Vernon und andere), die vor 1953 mit dem Royal Aircraft Establishment in Verbindung standen, haben zu dieser Vermutung über die Ähnlichkeiten geführt. Es wurden jedoch keine eindeutigen Schlussfolgerungen zu den Designähnlichkeiten oder Zusammenhängen gezogen.

## Technische Daten
Daten von: Australian Military Experimental and Prototype Aircraft
- Besatzung: 2
- Länge: 16 m (54 Fuß)
- Spannweite: 13 m (44 Fuß)
- Höhe: 3,7 m (12 Fuß)
- Leergewicht: 10.580 kg (23.325 lb)
- Triebwerk: 2 × Rolls-Royce Avon-Turbostrahltriebwerke
- Höchstgeschwindigkeit: Mach 1,5
- Diensthöhe: 14.500 m (47.500 Fuß)
- Bewaffnung: 4 × 12,70 mm (0,5 Zoll) Maschinengewehre mit 250 Schuss pro Geschütz